# Hans F. Koenekamp
Hans F. Koenekamp (* 3. Dezember 1891 in Denison, Iowa; † 12. September 1992 in Northridge, Kalifornien) war ein US-amerikanischer Spezialeffektkünstler und Kameramann deutscher Abstammung.

## Leben und Wirken
Hans F. Koenekamp, Sohn deutscher Einwanderer (Könekamp) aus Oldenburg, hatte als Filmvorführer in Los Angeles begonnen. 1913 stieß er als Kameramann von Slapstick-Komödien des Produzenten Mack Sennett zum Film. Anschließend arbeitete Koenekamp für die Fox Film Corporation, ehe er 1917 zur Vitagraph wechselte. Dort stand er bei zahlreichen Kurzfilmen mit Larry Semon hinter der Kamera. Nach acht Jahren Tätigkeit für diese Produktionsfirma trat er in die Dienste der First National.
Schließlich spezialisierte sich Koenekamp auf die Tätigkeit als Kameramann für Spezialeffekte. In dieser Funktion betreute er eine Reihe von hochklassigen Hollywoodproduktionen der Warner Bros., darunter Max Reinhardts Sommernachtstraum-Verfilmung, Michael Curtiz’ Der Herr der sieben Meere, John Hustons Der Schatz der Sierra Madre und George Cukors Ein neuer Stern am Himmel. Für seine bei dem propagandistischen Flieger- und Kriegsdrama In die japanische Sonne (Air Force) erbrachte Leistung erhielt er gemeinsam mit Nathan Levinson und Rex Wimpy 1944 eine Oscarnominierung. Nach der Arbeit zu Billy Wilders Lindbergh – Mein Flug über den Ozean zog sich Hans F. Koenekamp 65-jährig ins Privatleben zurück.
Der Kameramann starb ein Dreivierteljahr nach seinem 100. Geburtstag im Dezember 1991, der von der Fachpresse entsprechend gewürdigt wurde. Aus diesem Anlass erhielt er im selben Jahr den President’s Award der ASC. Sein Sohn war der 2017 verstorbene Kameramann Fred J. Koenekamp.

## Filmografie

### Als Kameramann
- 1914: Mabel's Strange Predicament
- 1914: Tillies gestörte Romanze
- 1916: Bath Tub Perils
- 1917: Roping Her Romeo
- 1918: Friend Husband
- 1918: Mickey
- 1919: Cupid's Day Off
- 1920: The Stage Hand
- 1921: The Fall Guy
- 1921: The Bell Hop
- 1921: The Sawmill
- 1922: The Show
- 1922: A Pair of Kings
- 1922: The Agent
- 1923: No Wedding Bells
- 1924: Larry schlägt alle Rekorde! (Kid Speed)
- 1924: Achtung! Die Dame im Auto! (The Girl in the Limousine)
- 1925: Auf nach Illustrien (The Wizard of Oz)
- 1926: It Must be Love
- 1927: Spuds

### Als Spezialeffektkünstler bzw. Spezialeffektkameramann
- 1925: Die verlorene Welt (Lost World)
- 1928: Arche Noah (Noah’s Ark)
- 1930: Moby Dick
- 1931: Trilby (Svengali)
- 1935: Ein Sommernachtstraum
- 1936: China Clipper
- 1936: Isle of Fury
- 1936: Ordnung ist das halbe Leben (The Great O'Malley)
- 1937: Geheimbund Schwarze Legion (Black Legion)
- 1937: San Quentin (Flucht aus San Quentin)
- 1937: Submarine D-1
- 1939: Ihr seid nicht allein (We Are Not Alone)
- 1939: Günstling einer Königin
- 1939: Goldschmuggel nach Virginia
- 1940: Der Herr der sieben Meere
- 1940: Land der Gottlosen
- 1940: Entscheidung in der Sierra
- 1941: Herzen in Flammen
- 1941: Nachts unterwegs
- 1941: Helden der Lüfte
- 1942: In die japanische Sonne (Air Force)
- 1943: Thank Your Lucky Stars
- 1943: Tatort Springfield (UA: 1945)
- 1945: God is My Co-Pilot
- 1946: Die Bestie mit den fünf Fingern (The Beast With Five Fingers)
- 1947: Das unbekannte Gesicht (Dark Passage)
- 1947: Das tiefe Tal (Deep Valley)
- 1947: Schmutzige Dollars (Cheyenne)
- 1948: Der Schatz der Sierra Madre (The Treasure of the Sierra Madre)
- 1948: Die Braut des Monats (June Bride)
- 1948: Ein Mann wie Sprengstoff (The Fountainhead)
- 1949: Sprung in den Tod (White Heat)
- 1949: Glück in Seenot (The Lady Takes a Sailor)
- 1950: Des Teufels Pilot (Chain Lightning)
- 1950: Pretty Baby
- 1950: The Daughter of Rosie O’Grady
- 1951: Der Fremde im Zug (Strangers on a Train)
- 1951: Romanze mit Hindernissen (On Moonlight Bay)
- 1951: Das letzte Fort (Fort Worth)
- 1952: Mara Maru
- 1953: South Sea Woman
- 1954: Ein neuer Stern am Himmel (A Star Is Born)
- 1954: Der silberne Kelch (The Silver Chalice)
- 1955: Man soll nicht mit der Liebe spielen (Young at Heart)
- 1955: Verdammt zum Schweigen (The Court-Martial of Billy Mitchell)
- 1956: Lindbergh – Mein Flug über den Ozean (The Spirit of St. Louis)